# Puitalen (onderorde)
Puitalen (Zoarcoidei) vormen een onderorde van de baarsachtigen (Perciformes).

## Taxonomie
De onderorde wordt onderverdeeld in de volgende families:
- Anarhichadidae (Zeewolven)
- Bathymasteridae (Bathymasteriden)
- Cryptacanthodidae (Wrymouten)
- Pholidae (Botervissen)
- Ptilichthyidae (Quilvissen)
- Scytalinidae (Grondels)
- Stichaeidae (Stekelruggen)
- Zaproridae (Prowvissen)
- Zoarcidae (Puitalen)